# Bjurakanská observatoř
Bjurakanská astrofyzikální observatoř je astronomická observatoř vlastněná a provozovaná Arménskou akademií věd. Nachází se na svahu hory Aragac ve vesnici Bjurakan v Arménii.

## Dějiny
Observatoř založil v roce 1946 Viktor Ambarcumjan jako jedno z hlavních astronomických center SSSR. Budovy navrhl architekt Samvel Safarjan. Z této observatoře byly objeveny zvláštní hvězdokupy – hvězdné asociace (1947), více než 1000 zábleskových proměnných hvězd, desítky supernov, stovky objektů Herbig–Haro a kometárních mlhovin a stovky galaxií.
První konference se konala v listopadu 1951 na téma hvězdných asociací. 19. září 1956 se konalo velké setkání o nestabilních hvězdách. Observatoř byla místem dvou hlavních konferencí o SETI a je uznávána jako regionální centrum pro astronomický výzkum.
Ředitelé byli V. A. Ambarcumjan do roku 1988, E. J. Chačikjan do roku 1993 (a od roku 1999 do roku 2003), H. A. Arutjunjan od roku 1993 do roku 1994 a A. R. Petrosjan od roku 1994 do roku 1999.

## Zařízení
Hlavním dalekohledem observatoře je 2,6m Cassegrainův dalekohled, spolu s 1m a 0,5m Schmidtovým teleskopem a dalšími menšími dalekohledy.

## Výsledky
První průzkum byl zahájen v roce 1965 pomocí Schmidtova teleskopu. Odhalil 1500 galaxií s přebytkem ultrafialového záření, známé jako Markarjanovy galaxie. Tyto galaxie jsou označenovány jako „Markarjan“ nebo „Mrk“ s pořadovým číslem, například Mrk 501.
Druhý průzkum v letech 1974 až 1991 byl zaměřen např. na galaxie v ultrafialovém spektru a také na kvasary.

## Galerie

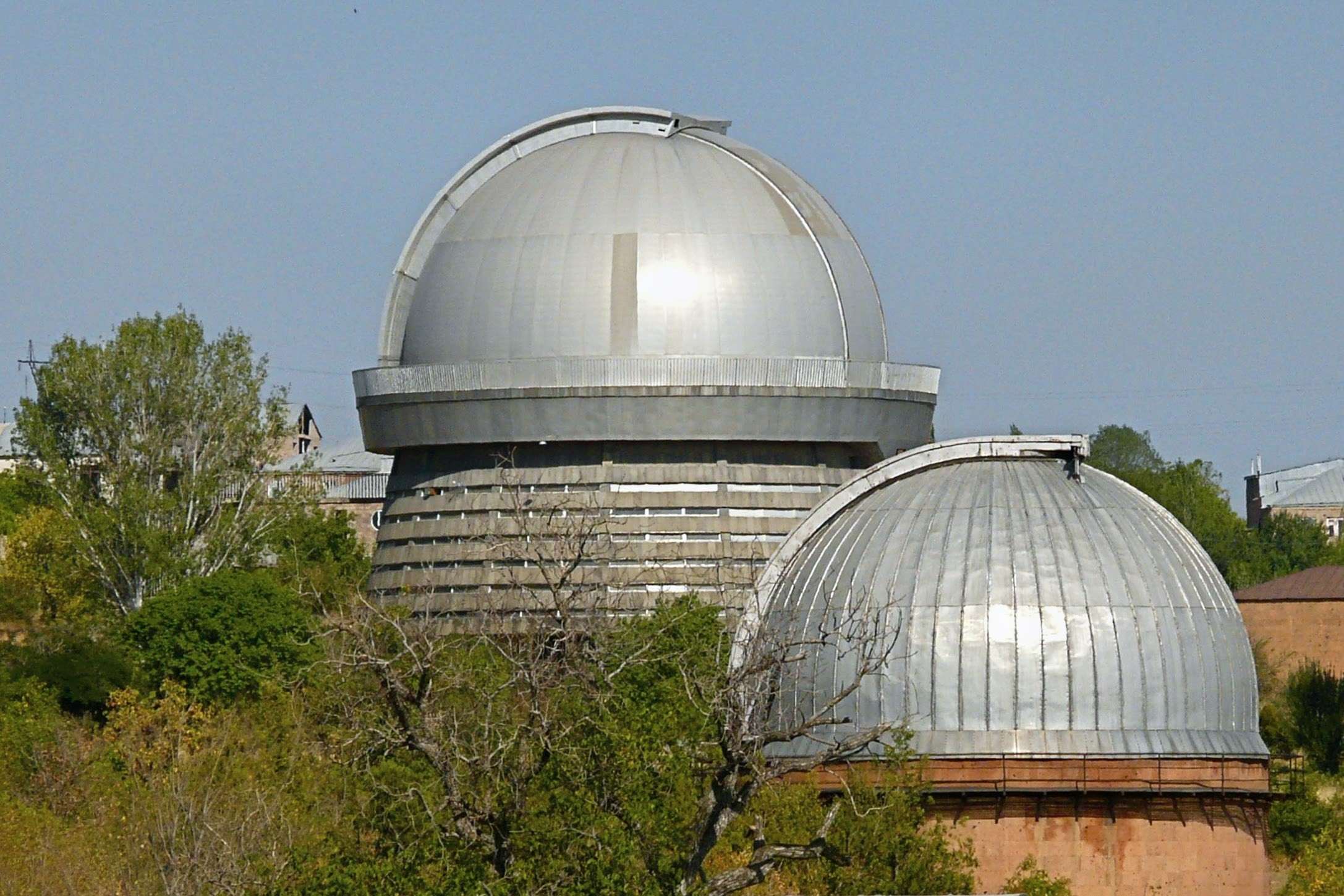
Kopule Bjurakanské observatoře
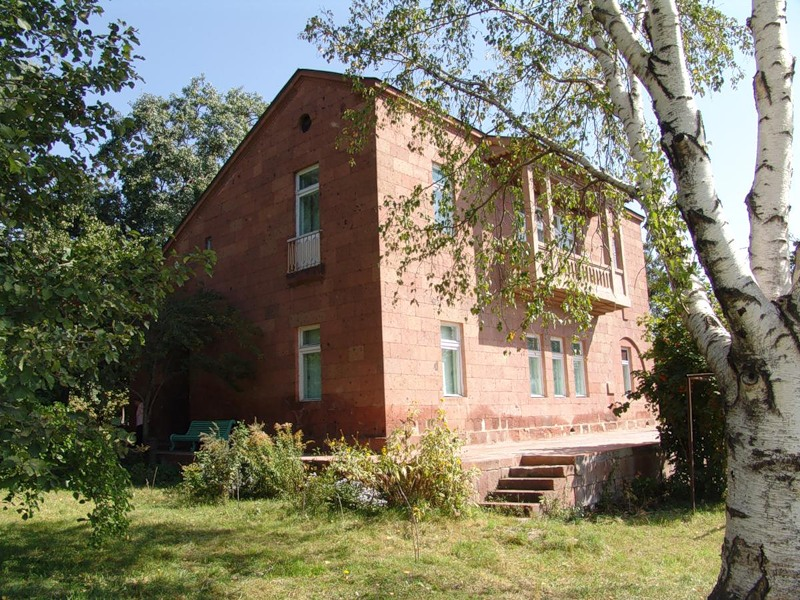
Dům Viktora Ambarcumjana v Bjurakanu, nyní muzeum
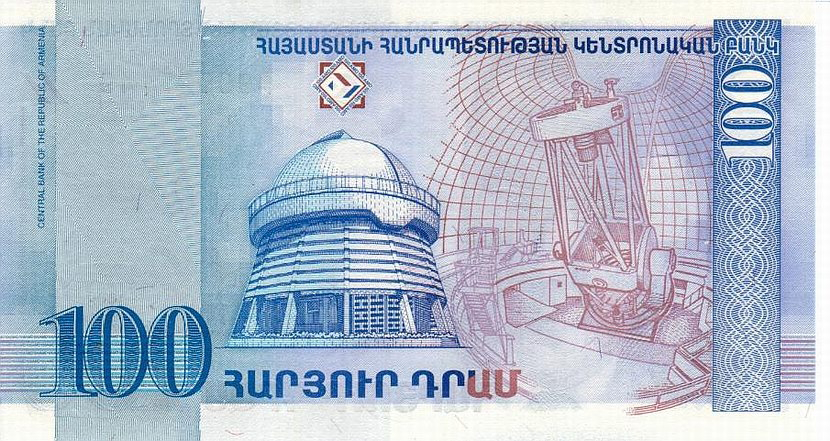
Bjurakanská observatoř byla v roce 1998 vyobrazena na rubu 100dramové bankovky.